# Jens Fiedler (Kanute)
Jens Fiedler (* 16. Juli 1965 in Eisenhüttenstadt) ist ein ehemaliger deutscher Kanute, der für die DDR startete.
Fiedlers sportliche Karriere begann 1983 bei den Junioren-Europameisterschaften in Bydgoszcz, wo er unter anderem die Goldmedaille im K-4 gewann. Aufgrund des Boykotts der Olympischen Sommerspiele 1984 in Los Angeles seitens sozialistischer Länder nahm er für die DDR erfolgreich an den Wettkämpfen der Freundschaft in Moskau teil, wofür er mit dem Vaterländischen Verdienstorden in Gold ausgezeichnet wurde. Bei den Kanu-Weltmeisterschaften 1986 in Montreal gewann er im Vierer-Kajak Gold über 500 m und Silber über 1000 m. Für diese Erfolge wurde er mit dem Stern der Völkerfreundschaft in Silber geehrt. Er startete für den ASK Vorwärts Potsdam.
Fiedler ist Vater von 2 Kindern.